# Malte Forsberg
Karl Malte Tomas Obbel Forsberg, född 13 januari 1985, är en svensk tidigare barnskådespelare. Han debuterade som elvaåring 1996, då han hade huvudrollen som Kalle Blomkvist i Astrid Lindgren-filmen  Kalle Blomkvist - Mästerdetektiven lever farligt. Han hade samma roll i uppföljaren Kalle Blomkvist och Rasmus året efter.
Forsberg gick på Hersby gymnasium och studerade senare på Stockholms universitet och Kungliga Tekniska högskolan. Han arbetar inom försäkringsbranschen i Zürich i Schweiz.

## Filmografi
- 1996 – Kalle Blomkvist - Mästerdetektiven lever farligt
- 1997 – Kalle Blomkvist och Rasmus